# روبرتو خوان مارتينيز
روبرتو خوان مارتينيز مارتينيز (بالإسبانية: Roberto Juan Martínez Martínez)‏ (من مواليد 25 سبتمبر 1946) هو لاعب كرة قدم أرجنتيني إسباني معتزل.

## وصلات خارجية
- روبرتو خوان مارتينيز على موقع الاتحاد الأوربي (الإنجليزية)
- روبرتو خوان مارتينيز على موقع قاعدة بيانات كرة القدم.إي يو (الإنجليزية)
- روبرتو خوان مارتينيز على موقع ناشيونال فوتبول تيمز (الإنجليزية)